# Huff-Duff

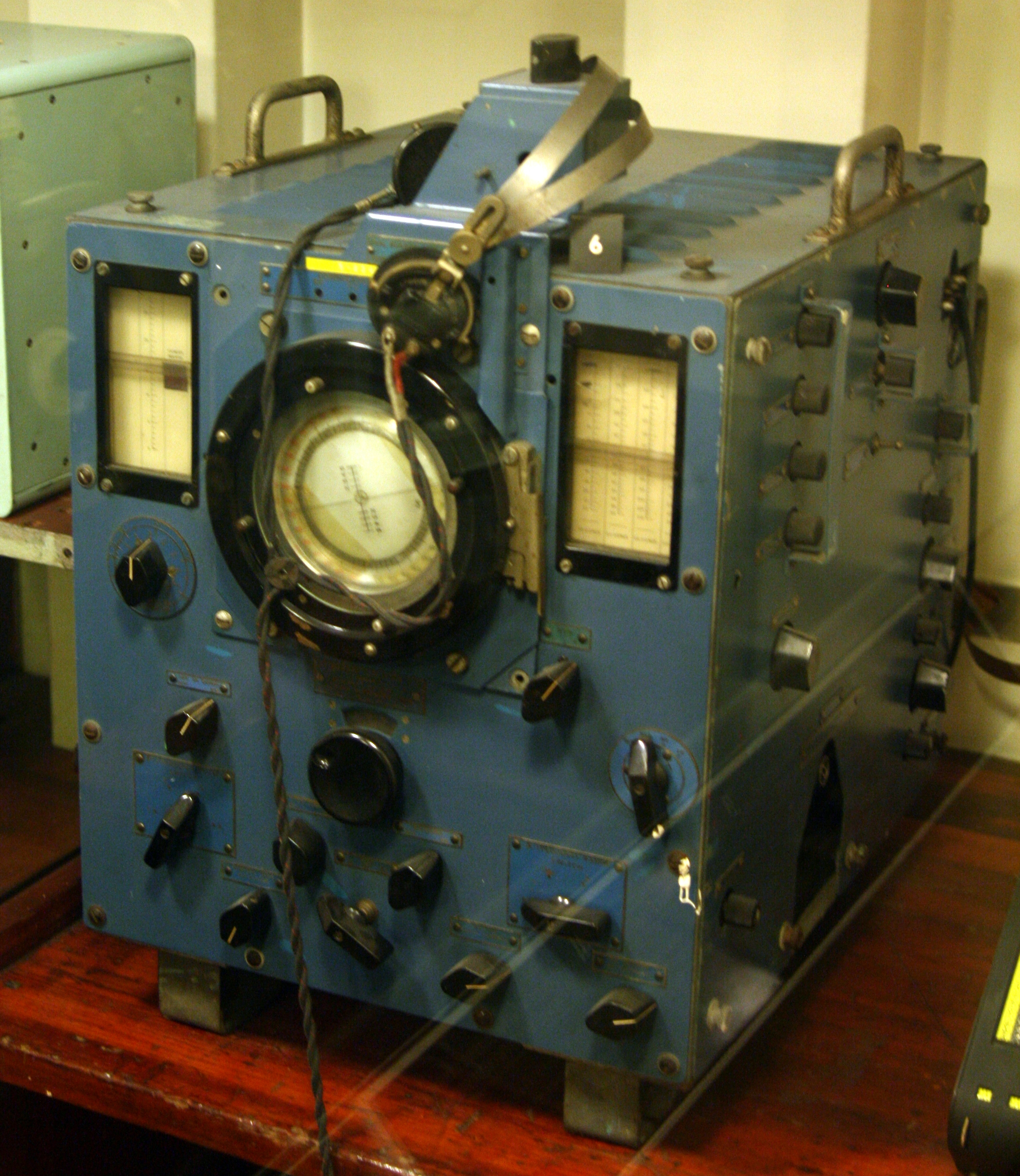
Huff-duff du croiseur.

Huff-Duff est le surnom donné à un système de radiogoniométrie utilisé comme dispositif de repérage pendant et après la Seconde Guerre mondiale. Cet appareil est l'un principaux artisans de la victoire alliée dans la bataille de l'Atlantique. Ce nom évoque « HF/DF », abréviation de High Frequency/Direction Finding (« Haute fréquence/Découverte de direction »).

## Origine
Utiliser un ou plusieurs récepteurs radio pour localiser l'origine d'une émission radio-électrique est aussi vieille que la TSF elle-même. Le principe est de relever la direction dans laquelle le signal reçu par l'antenne est le plus fort. Si plusieurs récepteurs sont utilisés, placés à des endroits différents, et qu'ils relèvent la même émission, La position de l'émetteur peut être déterminée par triangulation.
Ce principe a été utilisé dès les débuts de l'aviation commerciale pour déterminer sa position en relevant les émissions de différentes balises. Il est aussi utilisé sur mer.
Invention de Henri Busignies, la technique nécessite la rotation de l'antenne réceptrice, à la main ou mécaniquement, pour déterminer la position où le signal est le plus fort. L'intérêt du nouveau dispositif est qu'il n'est plus nécessaire d'orienter l'antenne. Il devient aussi possible de détecter, et de garder trace, d'une émission brève; ce qui va prendre toute sa valeur pendant la guerre, les Allemands se reposant sur la sécurité apportée par l'usage de messages brefs (quelques secondes), indétectables, estiment-ils à tort.

## Description

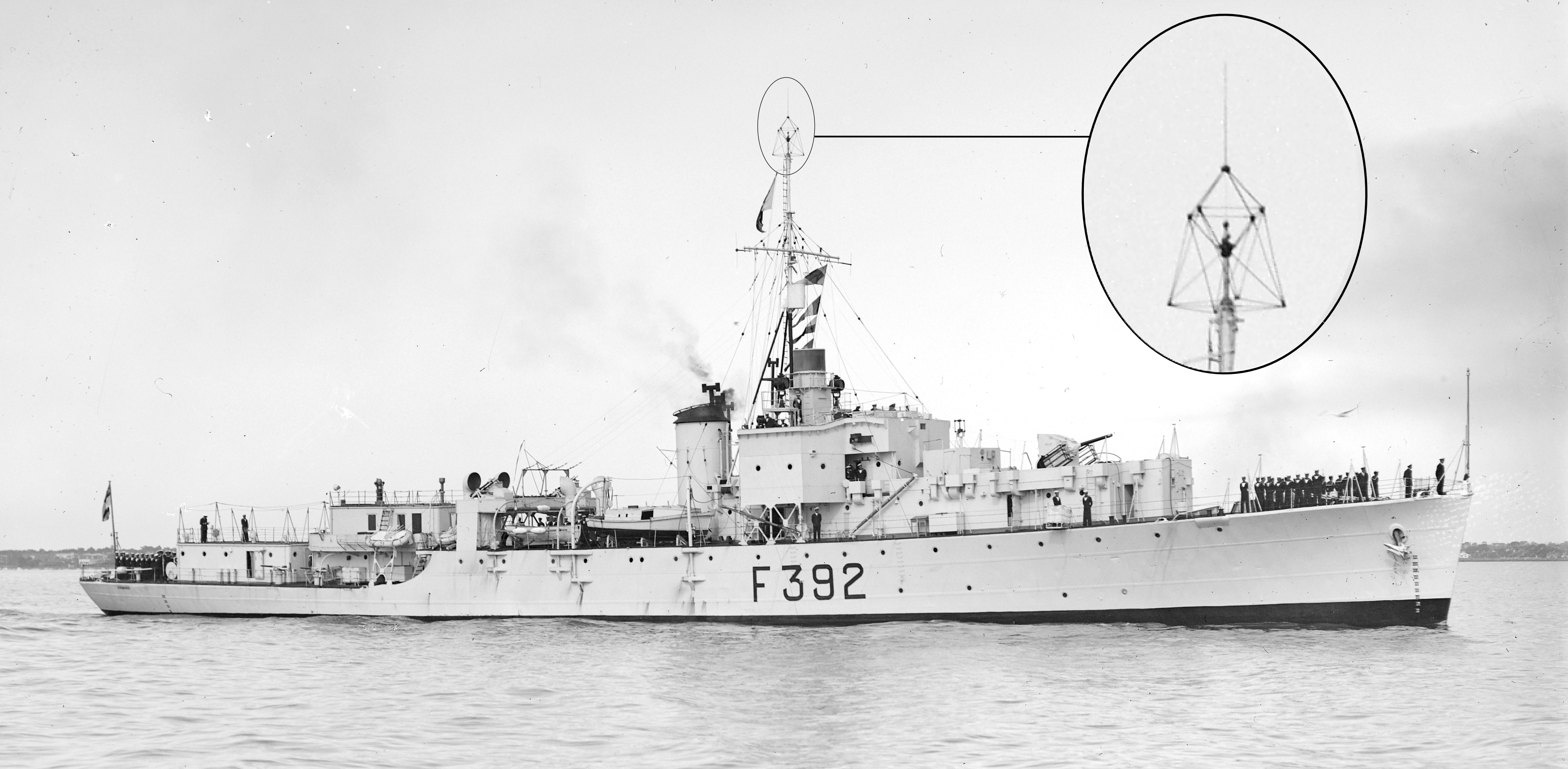
Détail sur l'antenne "Huff-Duff" sur une frégate pakistanaise (en 1951, mais similaire à celles ayant participé à la Bataille de l'Atlantique).

Le Huff-Duff britannique, pris ici comme exemple, se compose de deux éléments.
- L'antenne

Elle a une forme caractéristique, visible sur l'illustration ci-contre. En forme de "cage", elle est la même pour les types de Huff-Duff les plus courantes durant la Seconde Guerre mondiale, FH3 ou FH4,.
L'antenne doit être placée le plus loin possible de ce qui pourrait générer des interférences (en premier lieu, les superstructures du navire). C'est pour cette raison que sur les navires à 2 mâts, elle est fréquemment observable sur celui de l'arrière.
- Le local HF/DF

Il doit être placé au plus près de l'antenne. Sur les frégates de classe "River", il est placé dans le local radio, juste sous la passerelle. L'appareil FH4 (voir l'illustration ci-dessus) montre le récepteur central avec, à droite, le sélecteur de fréquences et, à gauche, le sélecteur de distance et de pas de fréquence. Le bouton central, en dessous du récepteur, est celui qui permet d'affiner la recherche dans la bande surveillée.

## Mise en œuvre
- Le calibrage de l'appareil

C'est la première tâche, indispensable. La réception des ondes radios peut être influencée par les masses métalliques des superstructures du navire. Cela oblige l'opérateur à régler chaque fréquence pour tenir compte des déviations causées par son environnement. Sur le matériel illustré dans cet article, cela se traduit par l'utilisation de molettes de chaque côté du cadran central.
- La veille

L'opérateur est à l'écoute d'une fréquence donnée. S'il a plusieurs fréquences à surveiller, il doit les écouter une à une.
- Le repérage

L'opérateur est alerté quand une émission est entendue sur la fréquence sélectionnée (cf. les écouteurs sur le matériel illustré de cet article). Les messages sont très brefs. De l'ordre de quelques secondes, moins de trente en tout cas. L'oscilloscope garde trace de l'émission et l'opérateur peut déterminer la direction de l'émetteur en fonction du signal reçu et des corrections déterminées lors du calibrage.

## Utilisation

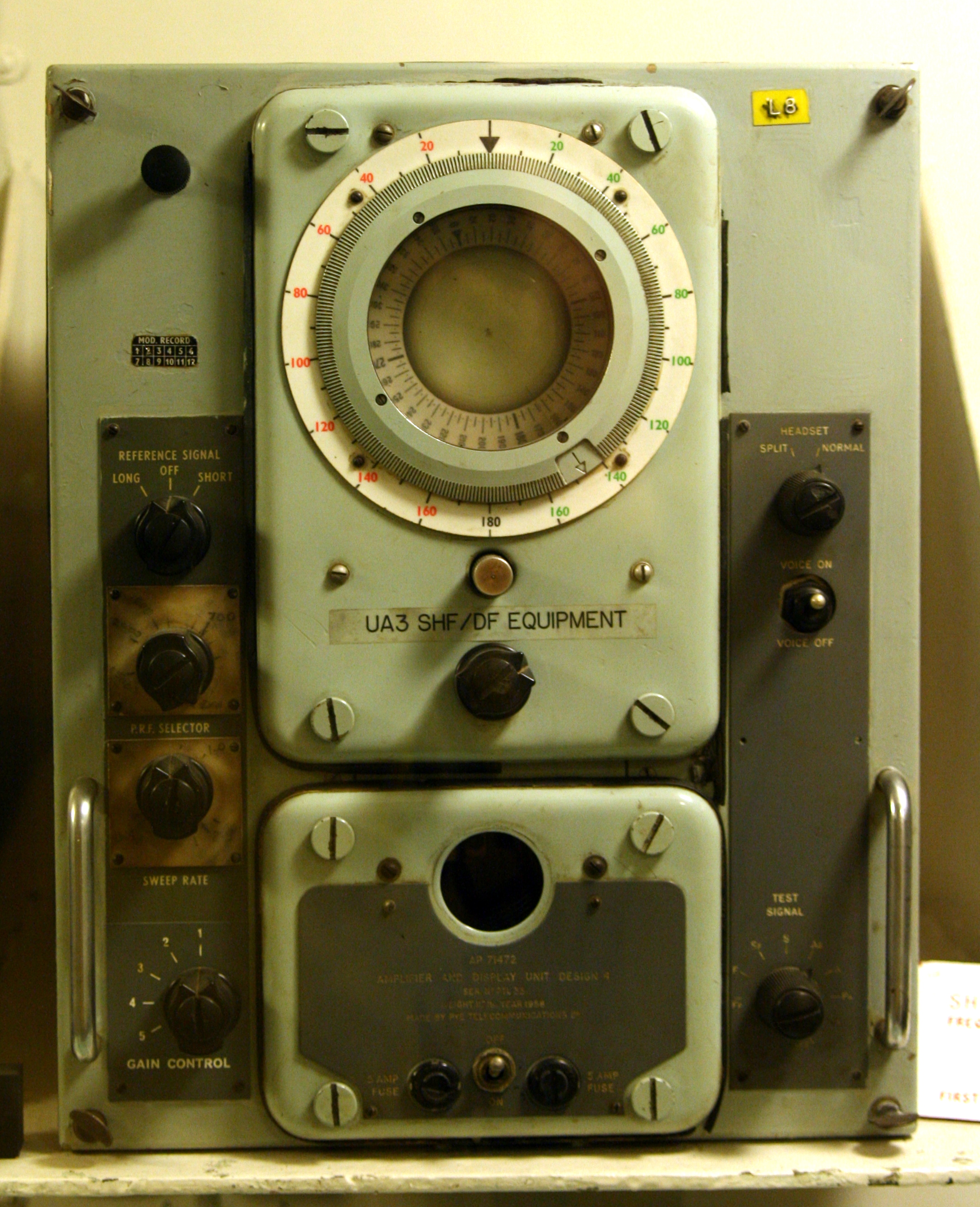
"Super Duff" sur le croiseur HMS Belfast

Le navire sur lequel est monté le Huff-Duff surveille les fréquences qui sont connues, comme étant celles utilisées par les U-Boote.

Il ne peut surveiller qu'une fréquence à la fois.
En cas de détection d'un message, l'opérateur le signale au commandant de l'escorte. Celui-ci, disposant fréquemment lui aussi d'un dispositif Huff-Duff, peut alors déterminer le point d'intersection des différents relèvements, en déduire la position approximative du sous-marin et adapter sa défense en fonction.
Un opérateur entraîné est, en théorie, capable d'estimer la distance de l'émetteur en déterminant si l'onde est reçue directement ou après réverbération sur les couches hautes de l'atmosphère. Dans le premier cas, le U-boot est distant de quelques milles, beaucoup plus loin dans le second cas.